# Aleksandr Yemeliánenko
Aleksandr Vladímirovich Yemeliánenko (en ruso: Алекса́ндр Влади́мирович Емелья́ненко, también anglicanizado como Alexander Emelianenko; Stari Oskol, 2 de agosto de 1981) es un artista marcial mixto ruso. Es tres veces campeón nacional ruso de Sambo y tres veces campeón del mundo de Sambo en la división absoluta. Es el hermano menor de Fiódor Yemeliánenko.

## Carrera en Artes marciales mixtas

### PRIDE
Debuta en eventos de PRIDE Fighting Championships comenzando con una prometedora carrera hasta que obtiene su primera derrota frente a Mirko "CroCop", tres meses más tarde tendría su debut en su primer evento de M-1 Global logrando una victoria por decisión frente al brasileño Carlos Barreto. Tras su debut en M-1 Global continúa en PRIDE llegando a lograr un récord de ocho victorias y una sola derrota convirtiéndose en uno de los participantes del Gran Premio de peso libre de PRIDE 2006 donde sería eliminado en la primera ronda por el norteamericano Josh Barnett mediante sumisión en el segundo asalto. El 10 de septiembre de 2006 tuvo su último combate en PRIDE obteniendo una victoria frente al ruso Serguéi Jaritónov.

### M-1 Global y ProFC
Tras su etapa en PRIDE se enfrenta al brasileño Fabricio Werdum en un evento organizado por 2 Hot 2 Handle en los Países Bajos obteniendo su tercera derrota en su carrera, posteriormente continuaría con una serie de ocho victorias consecutivas principalmente en eventos de M-1 Global entre las cuales logró proclamarse campeón del campeonato de pesos pesados de la promoción rusa ProFC tras derrotar al luchador sueco Eddy Bengtsson en el combate por el campeonato. Cerraría el año 2010 con una derrota frente al kickboxer australiano Peter Graham para regresar a la competición a finales de 2011 frente al ruso Magomed Malikov en el combate estrella del evento M-1 Challenge 28 que perdería por KO en apenas unos segundos, un mes más tarde participaría en el evento Bushido Lithuania Vol. 50 derrotando al ruso Tolegen Akylbekov mediante sumisión en el primer asalto. El 16 de marzo de 2012 vuelve a participar en el evento M-1 Challenge 31 de M-1 Global derrotando al lituano Tadas Rimkevičius en el segundo asalto.

## Campeonatos y logros

### Artes marciales mixtas
- Professional Fighting Championships
  - Campeón de Peso Pesado (Una vez)

### Sambo
- - Campeón del mundo (2003)
  - Campeón del mundo (2004)
  - Campeón del mundo +100 kg (2006)
  - Campeón de Europa (1999)
  - Subcampeón de SportAccord Combat Games +100 kg (2010)[2][3]

## Registro de artes marciales mixtas
| Resultado | Récord | Oponente            | Método                           | Evento                                   | Fecha                    | Ronda | Tiempo | Localización                 | Notas                                             |
| --------- | ------ | ------------------- | -------------------------------- | ---------------------------------------- | ------------------------ | ----- | ------ | ---------------------------- | ------------------------------------------------- |
| Victoria  | 28–7   | Viktor Pešta        | TKO (golpes)                     | RCC: Russian Cagefighting Championship 3 | 9 de julio de 2018       | 2     | 3:52   | Yekaterinburg, Rusia         |                                                   |
| Victoria  | 27–7   | Gabriel Gonzaga     | TKO (golpes y rodillazos)        | RCC: Russian Cagefighting Championship 2 | 5 de mayo de 2018        | 2     | 3:43   | Yekaterinburg, Rusia         |                                                   |
| Victoria  | 26–7   | Szymon Bajor        | KO (golpes)                      | Battle on Volga 3                        | 4 de marzo de 2018       | 1     | 3:03   | Tolyatti, Rusia              |                                                   |
| Victoria  | 25–7   | Virgil Zwicker      | TKO (golpes)                     | World Fighting Championship Akhmat 44    | 17 de diciembre de 2017  | 1     | 2:56   | Grozny, Rusia                |                                                   |
| Victoria  | 24–7   | Gerônimo Dos Santos | TKO (golpes)                     | World Fighting Championship Akhmat 42    | 27 de septiembre de 2017 | 1     | 0:36   | Moscú, Rusia                 |                                                   |
| Derrota   | 23–7   | Dmitry Sosnowski    | TKO (golpes)                     | Coliseum FC - New History 2              | 25 de enero de 2014      | 1     | 1:43   | San Petersburgo, Rusia       |                                                   |
| Victoria  | 23–6   | Jose Rodrigo Guelke | TKO (golpes)                     | ProFC 49: Resurrection                   | 4 de julio de 2013       | 1     | 4:10   | Khimki, Rusia                |                                                   |
| Victoria  | 22–6   | Bob Sapp            | TKO (golpes)                     | Legend Fighting Show                     | 25 de mayo de 2013       | 1     | 1:18   | Moscú, Rusia                 |                                                   |
| Derrota   | 21–6   | Jeff Monson         | Sumisión (north-south choke)     | M-1 Challenge 35                         | 15 de noviembre de 2012  | 2     | 3:17   | San Petersburgo, Rusia       |                                                   |
| Victoria  | 21–5   | Konstantin Gluhov   | Decisión (unánime)               | M-1 Challenge 34                         | 30 de septiembre de 2012 | 3     | 5:00   | Moscú, Rusia                 |                                                   |
| Victoria  | 20–5   | Ibragim Magomedov   | TKO (parada médica)              | M-1 Challenge 33                         | 6 de junio de 2012       | 2     | 5:00   | Dzheyrakhsky District, Rusia |                                                   |
| Victoria  | 19–5   | Tadas Rimkevičius   | TKO (golpes)                     | M-1 Challenge 31                         | 16 de marzo de 2012      | 2     | 1:55   | San Petersburgo, Rusia       |                                                   |
| Victoria  | 18–5   | Tolegen Akylbekov   | Sumisión (kimura)                | Bushido Lithuania Vol. 50                | 21 de diciembre de 2011  | 1     | 4:32   | Almatý, Kazajistán           |                                                   |
| Derrota   | 17–5   | Magomed Malikov     | KO (golpe)                       | M-1 Challenge 28                         | 12 de noviembre de 2011  | 1     | 0:23   | Astracán, Rusia              |                                                   |
| Derrota   | 17–4   | Peter Graham        | TKO (patadas a las piernas)      | Draka 5: Governor’s Cup 2010             | 18 de diciembre de 2010  | 2     | 2:59   | Jabárovsk, Rusia             |                                                   |
| Victoria  | 17–3   | Miodrag Petković    | TKO (golpes)                     | APF: Azerbaijan vs. Europe               | 22 de mayo de 2010       | 1     | 3:00   | Bakú, Azerbaiyán             |                                                   |
| Victoria  | 16–3   | Eddy Bengtsson      | KO (golpe)                       | ProFC: Commonwealth Cup                  | 23 de abril de 2010      | 1     | 0:40   | Moscú, Rusia                 | Campeón del campeonato de pesos pesados de ProFC. |
| Victoria  | 15–3   | Ibragim Magomedov   | TKO (corte)                      | ProFC: Russia vs. Europe                 | 29 de marzo de 2009      | 1     | 0:51   | Rostov del Don, Rusia        |                                                   |
| Victoria  | 14–3   | Lee Sang-Soo        | KO (golpes)                      | M-1 Challenge 9                          | 21 de noviembre de 2008  | 1     | 2:40   | San Petersburgo, Rusia       |                                                   |
| Victoria  | 13–3   | Silvao Santos       | KO (golpe)                       | M-1 Challenge 2                          | 3 de abril de 2008       | 1     | 1:34   | San Petersburgo, Rusia       |                                                   |
| Victoria  | 12–3   | Dan Bobish          | Sumisión (guillotine choke)      | HCF: Title Wave                          | 19 de octubre de 2007    | 1     | 1:09   | Calgary, Canadá              |                                                   |
| Victoria  | 11–3   | Jessie Gibbs        | Sumisión (kimura)                | M-1 MFC: Battle on the Neva              | 21 de julio de 2007      | 1     | 3:37   | San Petersburgo, Rusia       |                                                   |
| Victoria  | 10–3   | Eric Pele           | KO (golpes)                      | BodogFIGHT: Clash of the Nations         | 14 de abril de 2007      | 1     | 4:07   | San Petersburgo, Rusia       |                                                   |
| Derrota   | 9–3    | Fabricio Werdum     | Sumisión (arm triangle choke)    | 2 Hot 2 Handle: Pride & Honor            | 12 de noviembre de 2006  | 1     | 3:24   | Róterdam, Países Bajos       |                                                   |
| Victoria  | 9–2    | Sergei Kharitonov   | TKO (rodillazo y golpes)         | PRIDE Final Conflict Absolute            | 10 de septiembre de 2006 | 1     | 6:45   | Saitama, Japón               |                                                   |
| Derrota   | 8–2    | Josh Barnett        | Sumisión (americana)             | PRIDE Total Elimination Absolute         | 5 de mayo de 2006        | 2     | 1:57   | Osaka, Japón                 |                                                   |
| Victoria  | 8–1    | Paweł Nastula       | Sumisión (rear naked choke)      | PRIDE Shockwave 2005                     | 31 de diciembre de 2005  | 1     | 8:45   | Saitama, Japón               |                                                   |
| Victoria  | 7–1    | Rene Rooze          | KO (golpes)                      | Bushido Europe: Rotterdam Rumble         | 9 de octubre de 2005     | 1     | 0:28   | Róterdam, Países Bajos       |                                                   |
| Victoria  | 6–1    | Ricardo Morais      | KO (golpes)                      | PRIDE Bushido 6                          | 3 de abril de 2005       | 1     | 0:15   | Yokohama, Japón              |                                                   |
| Victoria  | 5–1    | James Thompson      | KO (golpes)                      | PRIDE 28                                 | 31 de octubre de 2004    | 1     | 0:11   | Saitama, Japón               |                                                   |
| Victoria  | 4–1    | Carlos Barreto      | Decisión (unánime)               | M-1 MFC Middleweight GP                  | 9 de octubre de 2004     | 3     | 5:00   | San Petersburgo, Rusia       |                                                   |
| Derrota   | 3–1    | Mirko Filipović     | KO (patada a la cabeza y golpes) | PRIDE Final Conflict 2004                | 15 de agosto de 2004     | 1     | 2:09   | Saitama, Japón               |                                                   |
| Victoria  | 3–0    | Matt Foki           | Sumisión (rear naked choke)      | PRIDE Bushido 3                          | 23 de mayo de 2004       | 1     | 3:16   | Yokohama, Japón              |                                                   |
| Victoria  | 2–0    | Angelo Araujo       | TKO (corte)                      | Inoki Bom-Ba-Ye 2003                     | 31 de diciembre de 2003  | 2     | 4:28   | Kōbe, Japón                  |                                                   |
| Victoria  | 1–0    | Assuerio Silva      | Decisión (dividida)              | PRIDE Bushido 1                          | 5 de octubre de 2003     | 2     | 5:00   | Saitama, Japón               |                                                   |